# Rubirira
Rubirira är ett periodiskt vattendrag i Burundi.   Det ligger i provinsen Gitega, i den centrala delen av landet, 70 kilometer öster om huvudstaden Bujumbura.
Omgivningarna runt Rubirira är en mosaik av jordbruksmark och naturlig växtlighet. Runt Rubirira är det tätbefolkat, med 397 invånare per kvadratkilometer.